# Bouillargues
Bouillargues là một xã trong tỉnh Gard thuộc vùng Occitanie, phía nam nước Pháp. Xã Bouillargues nằm ở khu vực có độ cao trung bình 74 mét trên mực nước biển.